# Agrostis trachyphylla
Agrostis trachyphylla är en gräsart som beskrevs av Pilg.. Agrostis trachyphylla ingår i släktet ven, och familjen gräs. Inga underarter finns listade i Catalogue of Life.